# Campagne navale dans la Manche (1338-1339)
Guerre de Cent Ans
Batailles
La campagne navale dans la Manche  en 1338 et 1339 est une série de raids, conduits par la marine française ainsi que par des corsaires et pirates (mercenaires génois, monégasques ou autres) au service du royaume de France, contre des villes portuaires et les îles anglo-normandes du littoral de la Manche. Ils avaient pour buts de semer la panique chez les Anglais ainsi que d'affaiblir leur économie alors que la guerre de Cent Ans venait tout juste de commencer. À cette brève période où la France a la maîtrise des mers face à l'Angleterre succède un tournant majeur en 1340, qui renverse les rôles pendant près de deux décennies.
Les raids sur la côte anglaise n'étaient pas rares au XIVe siècle. Ainsi, des navires privés (et plus rarement appartenant à la marine royale) au service de la France, de Gênes, de la Castille, de l'Écosse et des royaumes scandinaves pillaient les villages et ports facilement accessibles, même en période de paix. Ce qui a rendu la campagne navale de 1338-1339 célèbre est le fait que les navires français visaient essentiellement des villes stratégiques, afin d'épuiser l'économie de leur adversaire anglais. Cette stratégie sera reprise également lors des chevauchées anglaises qui suivront peu après.

## Contexte
En 1338, la guerre de Cent Ans vient tout juste d'éclater. Pourtant, la France doit affronter deux menaces sérieuses. Au sud, les armées anglaises en Gascogne et en Aquitaine peuvent lancer à tout moment des raids ou des chevauchées au cœur du territoire français, là où la frontière française est mal défendue car dépendant de l'allégeance de vassaux peu fiables. Au nord-est, la situation est encore plus inquiétante. Les Anglais se sont alliés au comté de Hainaut et duché de Brabant, ainsi qu'au Saint-Empire romain germanique et leur ont fourni des fonds pour attaquer simultanément la France.

### Problèmes financiers
Néanmoins, Édouard III d'Angleterre a lui aussi un problème sérieux. Malgré la puissance anglaise grâce à ses exportations en laine, l'échiquier est au bord de la banqueroute. Sans un financement solide, la coalition créée par Édouard III risque de s'effondrer. Les dépenses militaires sont pourtant nécessaires afin de maintenir en état l'armée anglaise stationnée en Flandre. Dès 1338, Édouard doit emprunter des sommes énormes à ses créanciers italiens. Les problèmes financiers du roi d'Angleterre ne sont pas ignorés par le gouvernement français, qui prévoit de détruire les ports anglais ainsi que la marine royale. Cela ruinerait l'économie anglaise et forcerait Édouard à abandonner ses projets d'invasion.

## 1338

### Portsmouth et Jersey
Au début du mois de février 1338, Philippe VI de Valois nomme un nouvel amiral de France, Nicolas Béhuchet, qui a auparavant servi la couronne en tant que trésorier officiel et qui désormais a pour ordre de détruire l'économie maritime anglaise. Le 24 mars, il commence sa campagne navale en commandant une large flotte composée de petits navires côtiers pour traverser la Manche. Il part de Calais et poursuit sa route jusqu'au Solent, où il débarque et pille le port anglais de Portsmouth. La ville n'est pas protégée par des remparts et la flotte française n'est pas remarquée car Béhuchet a ordonné à ses navires de hisser des pavillons anglais. Le raid sur Portsmouth est un désastre pour Édouard III, car les nombreux navires anglais qui y sont amarrés et les vivres qu'ils contiennent sont saisis par les Français. Les maisons et boutiques sont pillées et les habitants qui ne se sont pas enfuis sont tués ou emmenés prisonniers. Aucun navire anglais n'a pu engager le combat avec la flotte française et les milices locales, probablement inférieures en nombre, n'ont pas été présentes lors de l'assaut français.
Béhuchet se dirige ensuite en direction des îles anglo-normandes, qui ont déjà subi des attaques mineures l'année précédente. Cette fois, Jersey est envahie par les équipages français et l'est de l'île est détruite, à l'exception de Mont-Orgueil. Le raid avait été prévu par les officiers anglais mais les mesures de défense mises en place n'ont pas été assez efficaces et les efforts pour intercepter la marine française ont échoué.

### Piraterie
Ces deux raids provoquent une panique générale dans les municipalités du sud de l'Angleterre et incitent Édouard III à faire des dépenses supplémentaires pour renforcer les défenses le long de la côte. Il doit alors repousser son projet d'invasion en France. Le duché de Cornouailles et le comté de Devon refusent de fournir du matériel de guerre ou de payer les taxes car ils affirment avoir eux-mêmes besoin de ressources pour se défendre. En effet, en apprenant la faible défense de la côte anglaise, des marchands et des seigneurs de Normandie, de Picardie et de Bretagne s'équipent en navires et en armes et lancent leurs propres raids de piraterie en Angleterre. On ignore si les Français trouvaient cette tactique efficace mais Béhuchet semble avoir compris que le commerce anglais était au bord de la faillite même s'il ne savait pas quelles étaient les véritables conséquences de ces raids sur l'échiquier d'Édouard III.
La piraterie affecte également l'autre théâtre de guerre, en Aquitaine, où des navires privés français et castillans interceptent les liaisons commerciales entre Londres et Bordeaux. Bordeaux semble au bord de l'émeute lorsqu'un convoi en provenance d'Angleterre est saisi par les Français le 23 août 1338 près de Talmont.

### Guernesey et Southampton
La campagne navale reprend en septembre 1338, lorsqu'une large flotte franco-italienne sous les ordres du maréchal de France Robert Bertrand se dirige à nouveau vers les îles anglo-normandes. L'île de Sercq, qui avait été pillée dès 1337, est prise sans combat et Guernesey capitule de même après quelques escarmouches. Ces deux îles étaient peu défendues car la garnison anglaise était à Jersey. Les rares hommes envoyés depuis Jersey pour défendre les deux autres îles sont rapidement capturés par la flotte française, tout comme les messagers anglais. Ainsi, le gouvernement anglais n'est pas informé de ce raid pendant plus d'une semaine. À Guernesey, les forts de Cornet et Le Valle sont les seuls à résister aux Français, mais ils sont pris lorsque les vivres viennent à manquer. Les garnisons anglaises sont passées au fil de l'épée. Un affrontement naval a lieu entre les insulaires et les galères italiennes mais, malgré la destruction de deux navires italiens, les Anglo-Normands sont battus et perdent beaucoup d'hommes. Guernesey reste sous contrôle français jusqu'à sa reprise par les Anglais à la suite de la bataille de L'Écluse en 1340.
Les cibles suivantes de Béhuchet et de son lieutenant Hugues Quiéret sont les lignes de ravitaillement entre l'Angleterre et la Flandre. Ils rassemblent une quarantaine de navires à Harfleur et Dieppe et attaquent le 23 septembre une petite flotte anglaise au large de Cadzand. Les cinq larges vaisseaux anglais qui transportaient des vivres près de l'île sont rapidement vaincus et saisis, dont les navires royaux Cog Edward et Christopher. Les équipages anglais sont exécutés tandis que les navires anglais sont intégrés à la marine de France. Quelques jours plus tard, le 5 octobre, la même marine française conduit un de ses raids les plus dévastateurs près du port de Southampton. Elle est suivie de marins normands, italiens et castillans. L'assaut sur Southampton est à la fois terrestre et maritime. Les murailles de la ville étaient en ruine et n'avaient pas encore été réparées, malgré des ordres du conseil de la ville. La plupart des habitants et de la milice locale s'enfuient en panique dans la campagne proche, laissant seulement la garnison du château résister. Le château capitule après un bref siège à la suite d'une brèche créée dans ses défenses. Les scènes qui avaient eu lieu à Porstmouth quelques mois plus tôt se répètent : la ville est rasée, les maisons détruites et les captifs massacrés ou réduits en esclavage. Le lendemain, les milices anglaises commencent à poursuivre l'armée française dans les périphéries de Southampton. Les Français quittent le port et rembarquent. Southampton est pillée par des brigands après le départ des Français, avant que les autorités municipales n'aient rétabli leurs pouvoirs.

## 1339
Le début des rigueurs hivernales forcent les Français à mettre une pause à leur campagne navale dans la Manche. En 1339, la situation a grandement évolué, car les villes anglaises ont profité de l'hiver pour réorganiser les milices locales qui doivent rejeter à la mer toute flotte française, qu'elle soit royale ou privée. La responsabilité de ces milices est désormais placée dans les mains des seigneurs locaux, qui sont avertis par le roi qu'ils seront punis s'ils échouent à défendre leurs propres territoires. Même si la piraterie se poursuit dans la Manche en 1339, avec des navires brûlés et des équipages massacrés jusqu'au canal de Bristol, les raids qui avaient marqué l'année 1338 ont en grande majorité disparu. Une attaque française sur Jersey échoue car l'île est bien mieux défendue. Des attaques sur Harwich, Southampton et Plymouth sont facilement repoussées avec de lourdes pertes pour les mercenaires engagés par le royaume de France. Seule Hastings est mise à feu et à sang, mais il s'agissait en 1339 d'un petit port de pêche sans véritable intérêt stratégique. La flotte française se limite donc à des attaques sur les navires de pêche anglais qui s'approchent trop près de Calais.

### Revanche anglaise
Une flotte anglaise est constituée au début de l'année 1339 et est utilisée pour se venger des attaques françaises. Cette flotte est censée attaquer les navires de pêche français mais les mercenaires qui la composent réalisent que les attaques sur les convois flamands sont bien plus bénéfiques du point de vue financier, même si la Flandre est alors alliée avec Édouard III. Ce dernier doit dépenser des sommes importantes en dommages et compensations à ses alliés afin d'éviter de nouveaux incidents diplomatiques. La flotte anglaise présente dans la Manche est néanmoins efficace lorsqu'en juillet 1339, 67 vaisseaux français tentent une attaque sur les Cinq-Ports. Les Français sont rejetés à la mer par la milice de Sandwich et se dirigent vers Rye tout en brûlant plusieurs villages. Le raid sur Rye échoue. C'est à ce moment-là que la flotte anglaise, commandée par Robert Morley, fait ses preuves en mettant en déroute les Français qui doivent retraverser en hâte la Manche. Cette mésaventure conduit les mercenaires génois de la flotte française à réclamer de meilleurs soldes pour pouvoir plus sûrement continuer leurs raids. Philippe VI de France réplique en faisant emprisonner une quinzaine de Génois, tandis que les autres rentrent en Italie. Cette défection porte un coup à la marine française, qui perd ses meilleurs éléments.
Les Anglais sont informés de l'affaiblissement français. Morley emmène alors sa flotte le long de la côte française où il brûle les villes d'Ault et du Tréport et mène des pillages dans les villages aux alentours, en représailles au raid dévastateur sur Southampton l'année précédente. Il surprend et détruit une flotte française à Boulogne. Les marchands anglais et flamands prennent également part à ces attaques et, en quelques semaines, le nord et l'ouest de la côte française sont devenus vulnérables. La marine flamande envoie ses navires attaquer Dieppe en septembre 1339, qu'ils pillent et incendient. Ces succès renforcent le moral anglais et flamand et permet au commerce anglais de reprendre. Ces raids anglais ont des conséquences moins importantes que ceux des Français en 1338 car l'économie française fonctionne toujours malgré des attaques incessantes. En 1340, pourtant, un affrontement naval va avoir des conséquences significatives sur la poursuite de la guerre pendant une trentaine d'années lorsque Anglais et Français s'opposent pendant la bataille de L'Écluse. La victoire anglaise, facilitée par la défection italienne de 1339, garantit la maîtrise de la Manche à Édouard III pendant plusieurs décennies et lui permet d'envahir la France à plusieurs occasions.